# 神农架冬青
神农架冬青（学名：Ilex shennongjiaensis）是冬青科冬青属的植物，为中国的特有植物。分布于中国大陆的湖北等地，生长于海拔1,768米至2,000米的地区，常生于丛林中，目前已由人工引种栽培。